# والتر ويست
والتر ويست (بالإنجليزية: Walter West)‏ هو حدّاد وسياسي أسترالي، ولد في 12 أبريل 1861 في أستراليا، وتوفي في 5 سبتمبر 1934 في ترارالغون في أستراليا. حزبياً، نشط في Nationalist Party (Australia) ‏. وقد انتخب عضو الجمعية التشريعية فيكتوريا عن دائرة Electoral district of Gippsland South ‏ (3 ديسمبر 1927 – 1 نوفمبر 1929) وانتخب عضو الجمعية التشريعية فيكتوريا عن دائرة Electoral district of Gippsland South ‏ (18 أغسطس 1922 – 5 مارس 1927).